# Munia Smits
Munia Smits (* 23. Dezember 1999 in Antwerpen, Belgien) ist eine belgische Handballspielerin, die beim deutschen Erstligisten Sport-Union Neckarsulm unter Vertrag steht.

## Leben
In ihrer Jugend spielte Munis Smits beim belgischen Verein HC Uilenspiegel. 2015 wechselte sie in die Jugendmannschaft der HSG Blomberg-Lippe und wurde am dortigen Handballinternat aufgenommen. Mit ihrer Mannschaft erreichte sie in der A-Juniorinnen Handball-Bundesliga 2016/2017 sowie 2017/2018 das Halbfinale und unterlag dort jeweils dem TSV Bayer 04 Leverkusen.
2018 erfolgte der Wechsel in die Profimannschaft. Mit der zweiten Mannschaft war sie in der Saison 2017/18 Torschützenkönigin der 3. Liga mit 177 Toren. Im März 2019 wurde ihr Vertrag bei der HSG um zwei Jahre verlängert. Zur Saison 2020/21 wechselte sie zur HSG Bad Wildungen. Seit dem Sommer 2022 steht sie beim Ligakonkurrenten Sport-Union Neckarsulm unter Vertrag.
Munia Smits ist die jüngere Schwester der Handballspielerinnen Xenia Smits (* 1994) und Aaricia Smits (* 1998).